# Hohenzollernsche Lande
De Hohenzollernsche Lande (vanaf 19 november 1928 Hohenzollerische Lande) vormden van 1850 tot 1946 een Kommunalverband (autonoom regionaal bestuursorgaan) en een Regierungsbezirk (Regierungsbezirk Sigmaringen) in Pruisen.
Hoewel het gebied formeel onder de Rijnprovincie viel, had het zelf vrijwel alle bevoegdheden van een provincie, inclusief vertegenwoordiging in de Pruisische Raad van State. Slechts militaire aangelegenheden werden door de eerste president van de Rijnprovincie waargenomen.

## Geschiedenis
Het Regierungsbezirk Sigmaringen werd in het leven geroepen nadat de vorsten van Hohenzollern-Hechingen en Hohenzollern-Sigmaringen in 1849 troonsafstand hadden gedaan ten gunste van het - eveneens door het Huis Hohenzollern geregeerde - Pruisen. Uit deze twee staten werd in 1850 een Regierungsbezirk met grotendeels provinciale bevoegdheden samengesteld. De Hohenzollernsche Lande waren een Pruisische exclave in Zuid-Duitsland, grenzend aan Baden en Württemberg en via de exclave Achberg aan Beieren.
Na de Tweede Wereldoorlog werd het gebied deel van de Franse bezettingszone. De Fransen verenigden het in 1946 met het zuiden van Württemberg tot de deelstaat Württemberg-Hohenzollern, die in 1952 in Baden-Württemberg opging.

## Bestuurlijke indeling
Het gebied was aanvankelijk onderverdeeld in zeven Oberamtsbezirke: Gammertingen, Haigerloch, Hechingen, Ostrach, Sigmaringen, Trochtelfingen en Wald. In 1925 werden uit de nog resterende Oberamtsbezirke Gammertingen, Haigerloch, Hechingen en Sigmaringen de districten (Kreise) Hechingen en Sigmaringen samengesteld, die niet identiek waren aan de gelijknamige huidige districten.

## Regierungspräsidenten
- 1850-1851: Adolf Karl von Spiegel-Borlinghausen
- 1851-1852: Anton von Sallwürk
- 1852-1854: Ludwig Viktor von Ginocourt
- 1854-1859: Rudolf von Sydow
- 1859-1862: Karl Theodor Seydel
- 1862-1863: Johann Hermann von Graaf
- 1864-1873: Robert Ludwig Werner von Blumenthal
- 1874-1886: Johann Hermann von Graaf
- 1887-1893: Gustav Adolph Frank von Fürstenwerth
- 1894-1898: Franz Albert Maria von Schwartz
- 1898-1899: Karl Friedrich von Oertzen
- 1899-1919: Franz von Bühl
- 1919-1926: Emil Belzer
- 1926-1931: Alfons Scherer
- 1931-1933: Heinrich Brand
- 1933-1939: Carl Simons
- 1940-1941: Hermann Darsen
- 1941-1942: Piesbergen
- 1942-1945: Wilhelm Dreher

1815:
Brandenburg · Groothertogdom Beneden-Rijn · Gulik-Kleef-Berg · Oost-Pruisen · Pommeren · Posen · Saksen · Silezië · Westfalen · West-Pruisen · 1822: Rijnprovincie · 1829: Pruisen · 1850: Hohenzollernsche Lande · 1867: Hannover · Hessen-Nassau · Sleeswijk-Holstein · 1878: Oost-Pruisen · West-Pruisen · 1919: Neder-Silezië · Opper-Silezië · 1920: Berlijn · 1922: Grensmark Posen-West-Pruisen · 1944: Halle-Merseburg · Keur-Hessen · Maagdenburg · Nassau · 1945: Saksen-Anhalt